# Swish Swish
"Swish Swish" é uma canção da cantora estadunidense Katy Perry, gravada para o seu quinto álbum de estúdio, Witness (2017). Conta com a participação da rapper trinidiana Nicki Minaj, e foi composta por Perry em conjunto com Sarah Hudson, Brittany Hazzard e Duke Dumont, sendo produzida pelo último juntamente com Noah Possovoy e  PJ Sledge. O seu lançamento ocorreu em 19 de maio de 2017, através da Capitol Records, servindo como o terceiro single do disco.

## Composição
"Swish Swish" é uma canção de EDM e hip hop com influências da house music, e contém demonstrações de "Star 69", de Fatboy Slim, que por sua vez interpola "I Get Deep", de Roland Clark. Quando foi lançada, muitos a interpretaram como uma resposta de Katy para Taylor Swift, em específico a "Bad Blood", de 2015. Perry declarou que "Swish Swish" é um "grande hino para as pessoas usarem quando alguém está tentando te segurar ou praticar bullying".

## Divulgação
Perry cantou "Swish Swish", sem Nick Minaj, no último episódio da 42.ª temporada do programa humorístico Saturday Night Live, em 20 de maio de 2017. Usando um figurino "bizarro" e acompanhada por um adolescente fazendo uma frenética dança com as mãos e drag queens da cena noturna de Nova Iorque, que se revezavam sobre o palco, a cantora fez referência aos bailes típicos da cultura drag estadunidense na performance. Em uma participação especial no The Voice australiano, Perry perfomou "Swish Swish" na companhia de seus dançarinos em um palco simulando uma quadra de basquete, usando uma peça vermelha com capuz pendurada numa rede de basquete.
Um lyric video foi lançado em 3 de julho de 2017, com participação da cantora brasileira Gretchen.
Em 24 de agosto de 2017, saiu o vídeo oficial do tema, que conta com a participação de Minaj.

## Faixas e formatos
| Download digital |                                 |         |  |
| N.º              | Título                          | Duração |  |
| 1.               | "Swish Swish" (com Nicki Minaj) | 4:02    |  |

## Desempenho nas tabelas musicais
| Tabela musical (2017)                                  | Melhor posição |
| ------------------------------------------------------ | -------------- |
| Alemanha (Media Control Charts)                        | 76             |
| Austrália (ARIA Charts)                                | 22             |
| Áustria (Ö3 Austria Top 40)                            | 69             |
| Bélgica (Ultratip de Flandres)                         | 3              |
| Bélgica (Ultratip da Valônia)                          | 22             |
| Canadá (Canadian Hot 100)                              | 13             |
| Colômbia (National-Report)                             | 90             |
| Escócia (The Official Charts Company)                  | 7              |
| Eslováquia (IFPI Slovenská Republika)                  | 37             |
| Espanha (Productores de Música de España)              | 16             |
| Estados Unidos (Billboard Hot 100)                     | 46             |
| Estados Unidos (Pop Songs)                             | 33             |
| Estados Unidos (Dance/Electronic Songs)                | 6              |
| Estados Unidos (Hot Dance Club Songs)                  | 1              |
| Filipinas (Philippine Hot 100)                         | 32             |
| Finlândia (IFPI Finlândia)                             | 6              |
| França (Syndicat National de l'Édition Phonographique) | 24             |
| Hungria (Magyar Hanglemezkiadók Szövetsége)            | 17             |
| Irlanda (Irish Recorded Music Association)             | 28             |
| Israel (Media Forest)                                  | 1              |
| Itália (Federazione Industria Musicale Italiana)       | 73             |
| Líbano (The Official Lebanese Top 20)                  | 8              |
| México (Mexico Inglés Airplay)                         | 1              |
| Nova Zelândia (NZ Top 10 Heatseekers Singles)          | 3              |
| Países Baixos (MegaCharts)                             | 53             |
| Polónia (Związek Producentów Audio Video)              | 16             |
| Portugal (Associação Fonográfica Portuguesa)           | 45             |
| Reino Unido (UK Singles Chart)                         | 19             |
| Chéquia (IFPI Česká Republika)                         | 41             |
| Suécia (Sverigetopplistan)                             | 53             |
| Suíça (Schweizer Hitparade)                            | 46             |
| União Europeia (Euro Digital Songs)                    | 10             |

| País (Empresa)             | Certificação |
| -------------------------- | ------------ |
| Canadá (Music Canada)      | Platina      |
| Brasil (Pro-Música Brasil) | Diamante     |
| Estados Unidos (RIAA)      | Platina      |
| Reino Unido (BPI)          | Ouro         |